# Alexandre Pasche (écrivain)
Pour les articles homonymes, voir Alexandre Pasche et Pasche.
 (septembre 2023).
Si vous disposez d'ouvrages ou d'articles de référence ou si vous connaissez des sites web de qualité traitant du thème abordé ici, merci de compléter l'article en donnant les références utiles à sa vérifiabilité et en les liant à la section « Notes et références ».

Alexandre Pasche, né le 27 février 1960 à Paris et mort le 7 août 2023 dans la même ville, est un écrivain et homme de marketing[pas clair] français, spécialisé dans l'éco-consommation, la communication verte et responsable.

## Biographie
De parents psychanalystes, Alexandre Pasche fait ses études secondaires au lycée Condorcet. Il y rencontre Eric Walter, futur critique d'art télévisuel sous le pseudonyme Hector Obalk. Il est titulaire d'un DEA de sciences politiques.
En 1984, il publie avec Obalk et Alain Soral Les Mouvements de mode expliqués aux parents (Robert Laffont, puis réédité en 1985, en format poche dans la collection Le livre de poche), panorama sociologico-humoristique des mouvements de mode de 1960 au début des années 1980[Interprétation personnelle ?] : beatnik, pop, hippie , punk, News wave, rasta, BCBG, etc.
En 1991, il publie aux éditions Mentha Un Suisse chez les Européens qui recense les particularités pittoresques de vie quotidienne des douze pays européens avant le traité de Maastricht.
En 2004, il publie La Journée d'un petit bourgeois rebelle (Robert Laffont), vision humoristique de la vie d'un quadragénaire bobo à la française tiraillé entre sa vie conventionnelle et ses idéaux écologiques.
Il fonde cette même année Eco&Co, un cabinet de conseil en communication spécialisé dans l'environnement et les questions de société.
En 2009, il cofonde le collectif des Publicitaires éco-socio-innovants, qui deviendra l'Association pour une communication responsable, dont l'objet est de proposer une communication responsable, alternative au greenwashing (écologie de façade). Le collectif regroupe en 2013 environ 200 adhérents[réf. souhaitée].
De 2017 à 2023, il est professeur-associé à l'Université de Cergy-Pontoise, où il enseigne la responsabilité sociétale des entreprises.